# Анохин, Алексей Васильевич
Алексе́й Васи́льевич Ано́хин (17 марта 1922 — 11 июня 2010) — советский военный лётчик, участник Великой Отечественной войны, командир звена 119-й отдельной разведывательной авиационной эскадрильи 7-й воздушной армии Карельского фронта, старший лейтенант.
Герой Советского Союза (26.10.1944), полковник запаса с 1978 года.

## Биография
Родился 17 марта 1922 года в селе Канино в крестьянской семье. Русский. Член ВКП(б) с 1944 года. В 1937 году окончил школу ФЗУ, работал слесарем на литейно-механическом заводе в Люблино (ныне в черте Москвы), учился в аэроклубе.
В Красной армии с 1939 года, по комсомольскому набору Ленинградским райвоенкоматом города Москвы направлен в школу военных пилотов. В 1940 году окончил Кировабадскую военную авиационную школу пилотов. Служил пилотом в частях бомбардировочной авиации Военно-Воздушных Сил Красной армии.
С началом Великой Отечественной войны на фронте. Служил пилотом в 46 бап, а с 1943 года — командиром звена 119-й отдельной разведывательной авиационной эскадрильи (ВВС 7-й армии).
Летом 1943 года у Ведлозерского подпольного райкома партии (Карелия) возникли серьёзные проблемы с обеспечением боеприпасами и продовольствием, о чём по рации было доложено в Центр. Вскоре в ночном небе в условленном месте появился самолёт. Увидев сигнальные костры, пилот снизился и сбросил контейнеры с грузом. После чего, получив с земли сигнал «Всё в порядке», лётчик повёл самолёт обратным курсом.
Воздушным кораблём, пришедшим на помощь карельским подпольщикам, управлял военный лётчик Алексей Анохин. Подобных вылетов в глубокий вражеский тыл им было совершено немало. На своём самолёте он забрасывал на занятую оккупантами территорию Карелии советских людей, получивших задания на подпольную работу или разведку в тылу противника. Он же подвозил им боеприпасы и продукты, вывозил в тыл раненых и больных.
К маю 1944 года старший лейтенант Алексей Анохин совершил 151 боевой вылет, совершая дальние рейсы в тыл врага, подчас за сотни километров от своего аэродрома. И каждый раз возвращался с ценными сведениями о действиях и возможных вражеских замыслах. Он фотографировал передний край противника и расположенные в глубоком тылу военные объекты, дороги и мосты, аэродромы и артиллерийские позиции, изучал расположение вражеских войск, их передвижения. Добытые таким путём данные позволяли советскому командованию наносить точные и эффективные удары по врагу.
Указом Президиума Верховного Совета СССР от 26 октября 1944 года за образцовое выполнение боевых заданий командования на фронте борьбы с немецко-фашистским захватчиками и проявленные при этом мужество и героизм старшему лейтенанту Анохину Алексею Васильевичу присвоено звание Героя Советского Союза с вручением ордена Ленина и медали «Золотая Звезда» (№ 4311).
После войны отважный воздушный разведчик продолжал службу в ВВС. Окончил Военно-воздушную академию (ныне — имени Ю. А. Гагарина), затем адъюнктуру. Командовал авиационным полком, работал преподавателем, научным сотрудником в той же академии. Кандидат военных наук, доцент.
С 1978 года полковник Анохин А. В. — в запасе, а затем в отставке. Жил в Юго-Западном административном округе города Москвы. До ухода на заслуженный отдых работал в одном из московских научно-исследовательских институтов. Умер 11 июня 2010 года.

## Награды
- Медаль «Золотая Звезда» Героя Советского Союза (№ 4311)
- Орден Ленина
- Орден Красного Знамени
- Орден Отечественной войны I степени
- Орден Отечественной войны II степени
- Два ордена Красной Звезды
- Орден «За службу Родине в Вооружённых Силах СССР» III степени
- Медали, в том числе:
  - Медаль «За победу над Германией в Великой Отечественной войне 1941—1945 гг.»
  - Юбилейная медаль «Двадцать лет Победы в Великой Отечественной войне 1941—1945 гг.»
  - Юбилейная медаль «Тридцать лет Победы в Великой Отечественной войне 1941—1945 гг.»
  - Юбилейная медаль «Сорок лет Победы в Великой Отечественной войне 1941—1945 гг.»

## Память
- Похоронен в Москве на Троекуровском кладбище. В его честь названа улица в посёлке Валдай Сегежского района республики Карелия.